# Uli Tanner
Uli Tanner (1474 erstmals unter dem Namen Hans Ulrich Tanner erwähnt; letztmals im Jahr 1507; heimatberechtigt in Herisau) war ein Schweizer Landeshauptmann, Landammann und Tagsatzungsgesandter aus dem Kanton Appenzell Ausserrhoden.

## Leben
Uli Tanner führte während der Burgunderkriege als Landeshauptmann die Appenzeller Truppen 1474 in der Schlacht bei Héricourt und 1476 bei Grandson. Vor der Schlacht bei Murten soll er zum Ritter geschlagen worden sein. 1476 nahm er an den Friedensverhandlungen mit Savoyen in Freiburg teil.
Von 1495 bis 1496 wird Tanner als Landammann und ab 1497 bis 1507 als Ammann erwähnt. Er dürfte aber bereits früher die Funktion des Landammanns von Appenzell ausgeübt haben. 1491 war er Schiedsrichter in der Grenzstreitigkeit zwischen Appenzell und Altstätten sowie 1495 im Grenzstreit zwischen Appenzell und Gais. Von 1502 bis 1505 vertrat er seinen Stand auf Rechtstagen in St. Gallen, Frauenfeld und Baden.